# A Trigun epizódjainak listája
Ez a lista a Trigun című animesorozat epizódjainak felsorolását tartalmazza.
| #  | Epizód címe | Első japán sugárzás  | Első magyar sugárzás |
| -- | --- | -------------------- | -------------------- |
| 1  | Különösen veszélyes Roppjaku-oku Dabudoru no Otoko (600億$$[ダブドル]の男; Hepburn: Roppyaku-oku Dabudoru no Otoko)    | 1998. április 1.     |                      |
| 2  | Vakszerencse Truth of Mistake                                                                                          | 1998. április 8.     |                      |
| 3  | A fegyverkészítő Peace Maker                                                                                           | 1998. április 15.    |                      |
| 4  | A bosszú órája Love and Peace                                                                                          | 1998. április 22.    |                      |
| 5  | Kártékony család Hard Puncher                                                                                          | 1998. április 29.    |                      |
| 6  | Fájó emlékek Lost July                                                                                                 | 1999. május 6.       |                      |
| 7  | A homokgőzös Buririanto Dainamaito Neon (B.D.N. ブリリアント·ダイナマイト·ネオン; Hepburn: Buririanto Dainamaito Neon) | 1998. május 13.      |                      |
| 8  | Kasszafúrók Szosite Kouja to Szora no Aida vo (そして荒野と空の間を; Hepburn: Soshite Kouya to Sora no Aida wo)        | 1998. május 20.      |                      |
| 9  | Egyesült erővel Murder Machine                                                                                         | 1998. május 27.      |                      |
| 10 | Mesterlövész viadal Quick Draw                                                                                         | 1998. június 10.     |                      |
| 11 | Szökevények Escape From Pain                                                                                           | 1998. június 17.     |                      |
| 12 | Ördögi ellenfél Diablo                                                                                                 | 1998. június 24.     |                      |
| 13 | A célszemély Vassu Za Szutanpído (ヴァッシュ·ザ·スタンピード; Hepburn: Vasshu Za Sutanpīdo)                            | 1998. július 1.      |                      |
| 14 | Egy talpalatnyi föld Little Arcadia                                                                                    | 1998. július 8.      |                      |
| 15 | Veszélyes ellenfél Demon's Eye                                                                                         | 1998. július 15.     |                      |
| 16 | Az ötödik hold Fifth Moon                                                                                              | 1998. július 22.     |                      |
| 17 | A küldetés Remu Szeiburemu (レム·セイブレム; Hepburn: Remu Seiburemu)                                                  | 1998. július 29.     |                      |
| 18 | A búcsú perce Ima va, Szajonara (今は、さよなら; Hepburn: Ima wa, Sayonara)                                            | 1998. augusztus 5.   |                      |
| 19 | Bandaháború Hang Fire                                                                                                  | 1998. augusztus 12.  |                      |
| 20 | Az elfeledett hajó Flying Ship                                                                                         | 1998. augusztus 19.  |                      |
| 21 | Átfogó támadás Out of Time                                                                                             | 1998. augusztus 26.  |                      |
| 22 | A homokférgek Alternative                                                                                              | 1998. szeptember 2.  |                      |
| 23 | Áldozat Rakuen (楽園; Hepburn: Rakuen)                                                                                 | 1998. szeptember 9.  |                      |
| 24 | Végzetes találkozás Cumi (罪; Hepburn: Tsumi)                                                                          | 1998. szeptember 16. |                      |
| 25 | Kínzó emlékek Live Through                                                                                             | 1998. szeptember 23. |                      |
| 26 | Testvérpárbaj Konna ni mo Aoi Szora no Sita de (こんなにも青い空の下で; Hepburn: Konna ni mo Aoi Sora no Shita de)     | 1998. szeptember 30. |                      |